# Motor City Cruise
Motor City Cruise es un equipo de baloncesto estadounidense que compite en la actualidad en la NBA G League, la liga de desarrollo de la NBA. Tienen su sede en Detroit. Entre 2006 y 2016 se conocieron como Bakersfield Jam, y de 2016 a 2021 como Northern Arizona Suns.

## Historia
El club fue fundado en 2003, y tenía su sede en Long Beach, denóminándose los Long Beach Jam y durante 3 temporadas compitieron en la ABA, una liga menor. Allí consiguieron su único título hasta el momento, en el año 2004. A mediados de 2006 anunciaron su intención de entrar en la expansión de la D-League.

## Trayectoria
| Temporada                  | Liga                       | División                   | Puesto                     | Ganados                | Perdidos               | %                      | Playoffs                                                                            |                        |
| -------------------------- | -------------------------- | -------------------------- | -------------------------- | ---------------------- | ---------------------- | ---------------------- | ----------------------------------------------------------------------------------- | ---------------------- |
| Long Beach Jam             |                            |                            |                            |                        |                        |                        |                                                                                     |                        |
| 2003–04                    | ABA                        | —                          | 1º                         | 24                     | 7                      | .774                   | Gana Campeonato de la ABA (Kansas City) 123–126                                     |                        |
| 2004–05                    | ABA                        | Red                        | 2º                         | 18                     | 10                     | .643                   | Gana cuartos de final (Las Vegas) 148–126 Pierde semifinal (Utah Snowbears) 115–130 |                        |
| 2005–06                    | No jugó                    | No jugó                    | No jugó                    | No jugó                | No jugó                | No jugó                | No jugó                                                                             |                        |
| Bakersfield Jam            |                            |                            |                            |                        |                        |                        |                                                                                     |                        |
| 2006–07                    | D-League                   | Western                    | 6th                        | 19                     | 31                     | .380                   |                                                                                     |                        |
| 2007–08                    | D-League                   | Western                    | 5º                         | 11                     | 39                     | .220                   |                                                                                     |                        |
| 2008–09                    | D-League                   | Western                    | 3º                         | 26                     | 24                     | .520                   | Pierde 1.ª ronda (Utah) 0–1                                                         |                        |
| 2009–10                    | D-League                   | Western                    | 8º                         | 17                     | 33                     | .340                   |                                                                                     |                        |
| 2010–11                    | D-League                   | Western                    | 4º                         | 29                     | 21                     | .580                   | Pierde 1.ª ronda (Rio Grande Valley) 2–1                                            |                        |
| 2011–12                    | D-League                   | Western                    | 3º                         | 28                     | 22                     | .560                   | Gana1ª ronda (Dakota) 2–0 Pierde Semifinales (Los Angeles) 0–2                      |                        |
| 2012–13                    | D-League                   | Western                    | 1º                         | 36                     | 14                     | .720                   | Pierde 1.ª ronda (Austin) 0–2                                                       |                        |
| 2013–14                    | D-League                   | Western                    | 5º                         | 24                     | 26                     | .480                   |                                                                                     |                        |
| 2014–15                    | D-League                   | Western                    | 2º                         | 34                     | 16                     | .680                   | Pierde 1.ª ronda (Austin) 1–2                                                       |                        |
| 2015–16                    | D-League                   | Western                    | 3º                         | 22                     | 28                     | .440                   |                                                                                     |                        |
| Northern Arizona Suns      |                            |                            |                            |                        |                        |                        |                                                                                     |                        |
| 2016–17                    | D-League                   | Pacific                    | 3º                         | 22                     | 28                     | .448                   |                                                                                     |                        |
| 2017–18                    | G League                   | Pacific                    | 4º                         | 23                     | 27                     | .460                   |                                                                                     |                        |
| 2018–19                    | G League                   | Pacific                    | 5º                         | 12                     | 38                     | .240                   |                                                                                     |                        |
| 2019–20                    | G League                   | Pacific                    | 5º                         | 8                      | 34                     | .190                   |                                                                                     |                        |
| 2020–21                    | G League                   | Optó por no participar     | Optó por no participar     | Optó por no participar | Optó por no participar | Optó por no participar | Optó por no participar                                                              | Optó por no participar |
| Motor City Cruise          |                            |                            |                            |                        |                        |                        |                                                                                     |                        |
| 2021–22                    | G League                   | Eastern                    | 2nd                        | 22                     | 10                     | .688                   | Pierde Semifinal de Conferencia (Delaware) 116-124                                  |                        |
| Temporada regular ABA      | Temporada regular ABA      | Temporada regular ABA      | Temporada regular ABA      | 42                     | 17                     | .712                   | 2003–2005                                                                           |                        |
| Temporada regular D-League | Temporada regular D-League | Temporada regular D-League | Temporada regular D-League | 333                    | 391                    | .460                   | 2006–presente                                                                       |                        |
| Total Playoffs             | Total Playoffs             | Total Playoffs             | Total Playoffs             | 6                      | 11                     | .353                   | 2003–presente                                                                       |                        |
| Total combinado            | Total combinado            | Total combinado            | Total combinado            | 381                    | 419                    | .476                   | 2003–presente                                                                       |                        |